# NGC 204

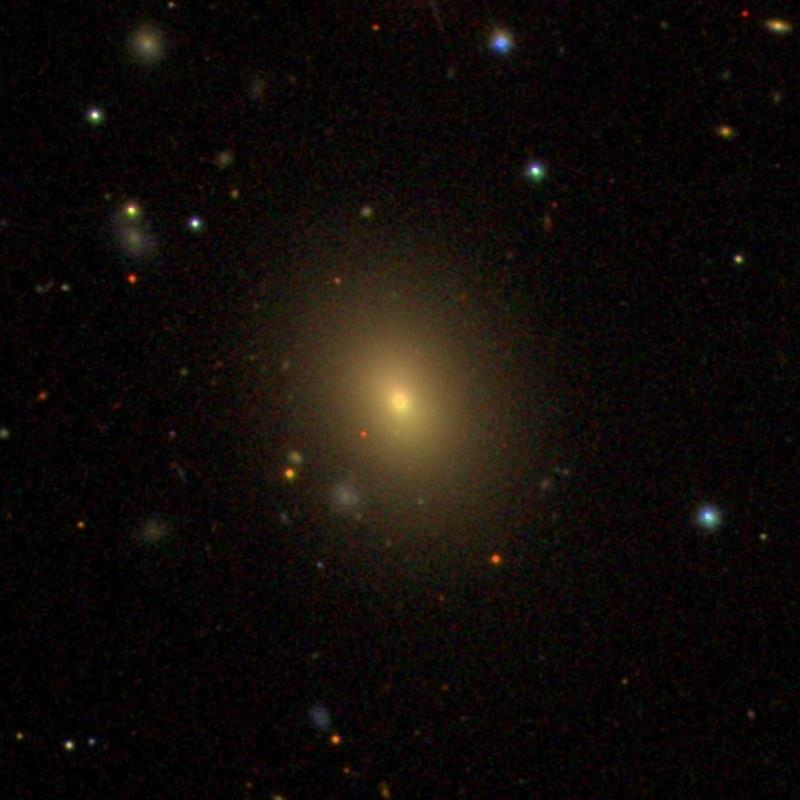
NGC 204

NGC 204 是雙魚座的一個星系，1786年12月21日由弗里德里希·威廉·赫歇爾發現。